# Iglesia de la Virgen de las Angustias (Guadix)
La Iglesia de la Virgen de las Angustias es una iglesia de Guadix, provincia de Granada, España.

## Historia
El convento de San José, fue fundado en el siglo XVII, para acoger a los padres Franciscanos Descalzos, siendo obispo Francisco Pérez Roy. Sufrió durante la Guerra de la Independencia y la Guerra Civil.

## Descripción

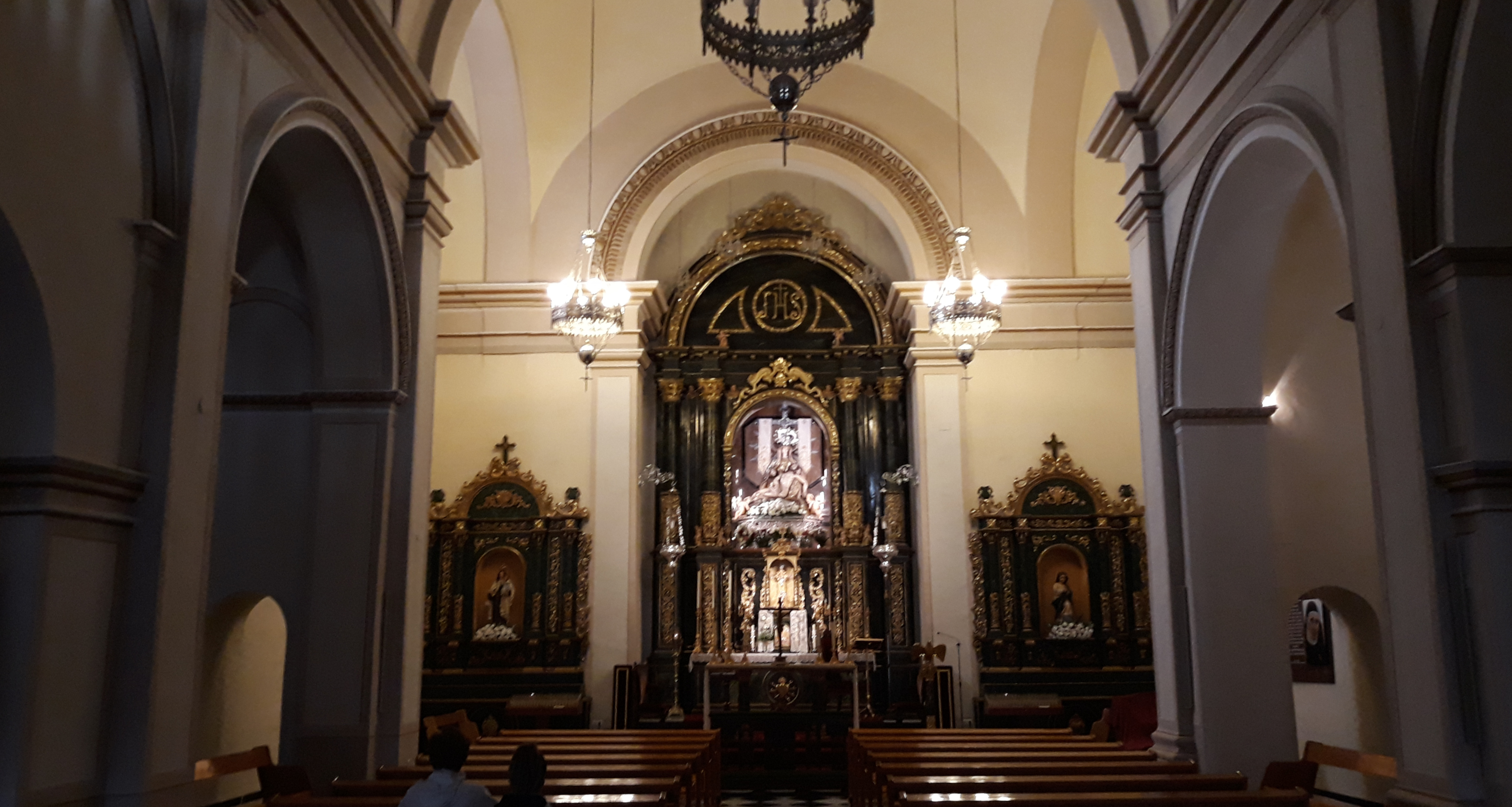

Es la iglesia de Guadix que menos transformaciones ha sufrido.
Su extraña estructura nos indica su emplazamiento sobre una a antigua mezquita. Su nave mayor se cubre con una bóveda de medio cañón con lunetos que iluminan el espacio mientras una bóveda vaída cubre su cabecera. El templo acoge la Virgen de las Angustias, copia de una barroca perdida durante la Guerra Civil.